# مرکز ملی سوارکاری ریو دو ژانیرو
مرکز ملی سوارکاری (انگلیسی: National Equestrian Center) یک ورزشگاه مخصوص سوارکاری در ریودو ژانیرو، برزیل است.
این ورزشگاه که در سال ۲۰۰۷ به بهره‌برداری رسیده و ظرفیت آن ۱۴٬۰۰۰ نفر است میزبان مسابقات سوارکاری بازی‌های المپیک تابستانی ۲۰۱۶ خواهد بود.